# تاتسونوری ناگای
تاتسونوری ناگای (ژاپنی: 永井 建成؛ زادهٔ ۶ ژوئن ۱۹۹۵) یک بازیکن فوتبال اهل ژاپن است.
از باشگاه‌هایی که در آن بازی کرده‌است می‌توان به باشگاه فوتبال رواسو کوماموتو و باشگاه فوتبال کیوتو سانگا اشاره کرد.